# Erwin Huber

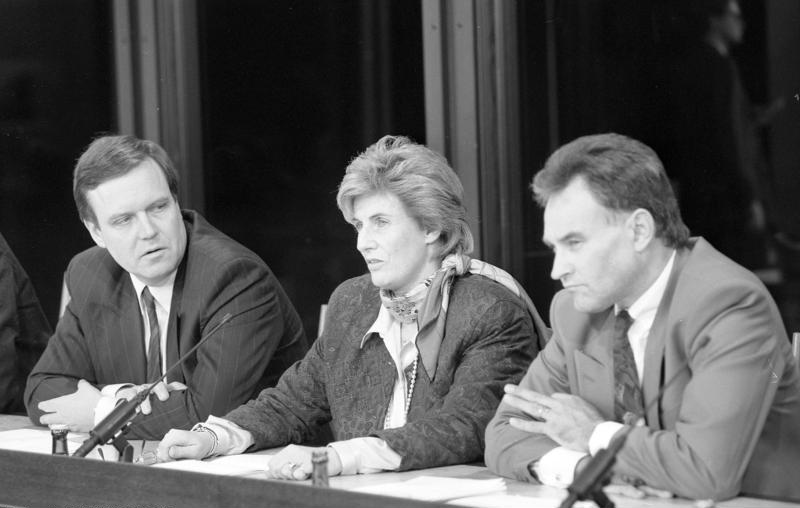
Conferenza stampa dei segretari generali di CDU, FDP e CSU sui negoziati di coalizione dopo le elezioni federali del 1990 (da sinistra: Volker Rühe, Cornelia Schmalz-Jacobsen e Erwin Huber)

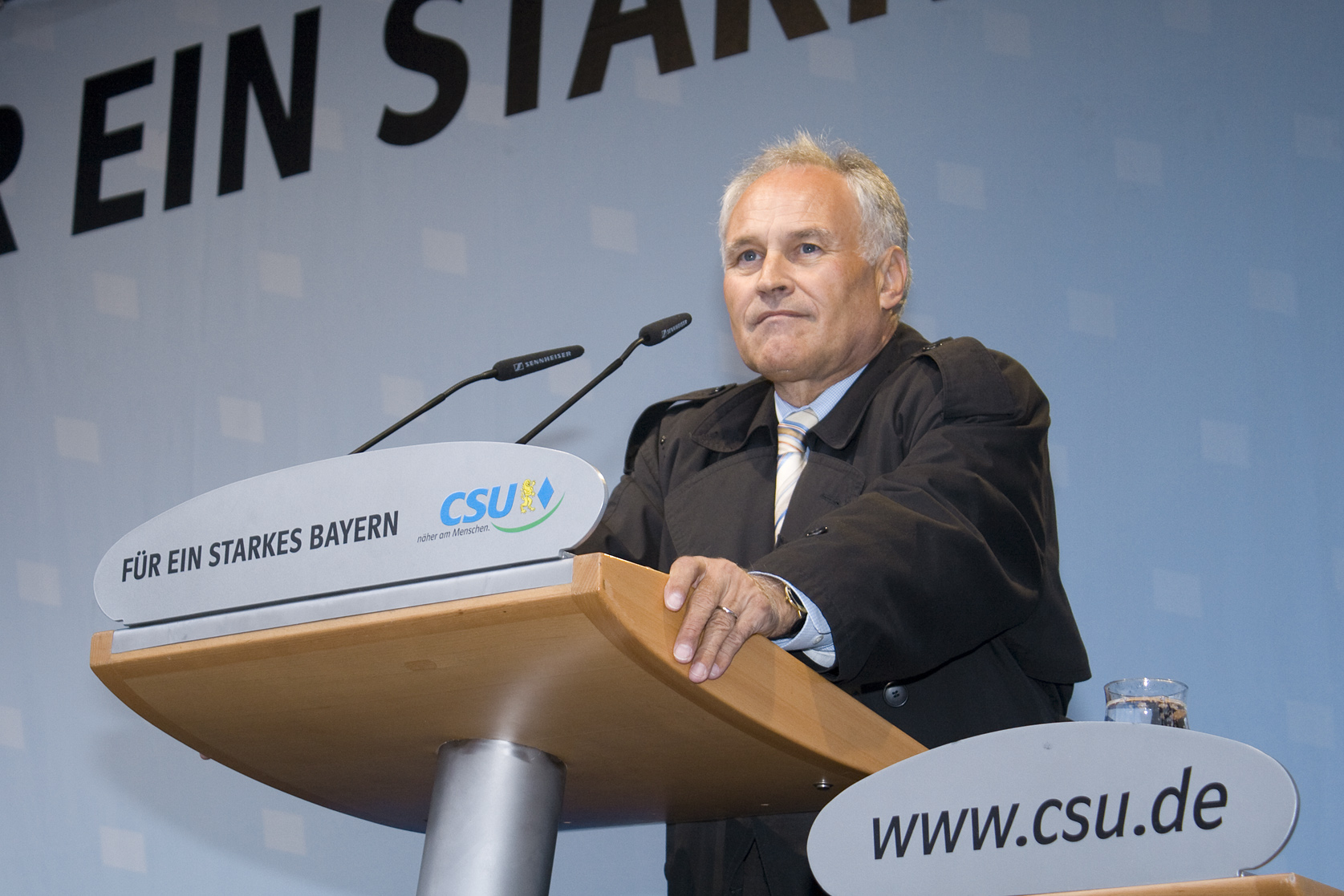
Erwin Huber in un discorso elettorale nel 2008

Erwin Huber (Reisbach, 26 luglio 1946) è un politico tedesco della CSU, Unione Cristiano-Sociale. Dal settembre 2007 all'ottobre 2008 è stato presidente del partito della CSU e dal 1994 al 2008 è stato membro del governo bavarese.

## Biografia
Erwin Huber è cresciuto in una famiglia di umili origini; dopo il diploma di scuola media a Dingolfing nel 1963, ha completato, nel 1968, la sua formazione come ispettore governativo presso il Ministero delle Finanze bavarese. Ha poi lavorato negli uffici delle imposte di Dingolfing, Landshut e Monaco. Dal 1969 al 1973 ha frequentato il liceo serale di Monaco, dove ha conseguito il diploma di maturità. Lo stipendio come funzionario governativo ha permesso a Huber di studiare economia presso l'Università Ludwig Maximilian di Monaco, iniziando un percorso di studi che ha completato nel 1978. Da ottobre 2018, è iscritto all'Università di Filosofia di Monaco. Erwin Huber è sposato dal 1979, ha due figli e vive a Reisbach.

## Attività politica
Huber è membro del consiglio di amministrazione della CSU dal 1988 ed è stato presidente della CSU nel distretto governativo della Bassa Baviera dal 1993 al 2008.
Insieme al ministro dell'Interno Günther Beckstein, Huber era considerato il più promettente successore del primo ministro bavarese Edmund Stoiber, in caso di un suo ingresso nel governo federale nelle elezioni del 2005. Tuttavia, Stoiber si tenne alla larga da ciò. Dopo l'annuncio delle dimissioni di Stoiber all'inizio del 2007, Huber era considerato il candidato più promettente alla presidenza del partito, insieme a Horst Seehofer e Gabriele Pauli. Con il 58,19% dei voti, è stato eletto nuovo presidente del partito della CSU il 29 settembre 2007.
il 25 ottobre 2008, a causa del risultato inferiore al previsto per la CSU nelle elezioni statali del 2008 (43,4%), Erwin Huber ha annunciato le sue dimissioni dalla presidenza del partito della CSU. Come suo successore è stato eletto Horst Seehofer.
Dal 1972, Huber è membro del consiglio distrettuale di Dingolfing-Landau. Dal 1978 al 2018 è stato membro del Landtag in qualità di membro della circoscrizione di Dingolfing. Dal 1988 al 1994 è stato eletto Segretario Generale dell'Unione Cristiano-Sociale.
Nell'ottobre 1994, Huber è stato nominato Ministro e capo della Cancelleria di stato del governo bavarese guidato dal Presidente della Baviera Edmund Stoiber. Dal novembre 1995 all'ottobre 1998 è stato Ministro delle Finanze. Nel dicembre 2005, Huber si è trasferito al Dipartimento di Economia e Trasporti bavarese. Nell'ottobre 2007, è stato nominato nuovamente Ministro delle Finanze da Günther Beckstein.
Nel febbraio 2008, Huber è stato accusato di nascondere informazioni sulla situazione finanziaria della BayernLB, la Banca di Stato con sede a Monaco di Baviera; a causa di ciò, l'opposizione ha chiesto le sue dimissioni. Con il fallimento del progetto Transrapid e i primi dati della relazione sulla gestione della BayernLB nel 2008, la quale registrò una perdita ulteriore di 2 miliardi di euro, le richieste di dimissioni si intensificarono; tuttavia, una commissione parlamentare d'inchiesta del Landtag non poté confermare le accuse mosse nei confronti di Huber. Dopo che nell'ottobre 2008 divenne noto che la BayernLB aveva chiesto più di 5,4 miliardi di euro di aiuti federali a seguito della crisi finanziaria globale, Huber ha annunciato le sue dimissioni dalla carica di Ministro delle Finanze. Nell'ottobre 2017, ha deciso di non candidarsi per le elezioni del 2018 per il Landtag.
Dal 2004, Erwin Huber è membro onorario della Studentenverbindung Oeno-Danubia, un'associazione studentesca cattolica. Ha partecipato al Dialogforums Ost-Süd-Umfahrung Landshut im Zuge der B15neu, istituito il 7 aprile 2015. Da marzo 2019 è Presidente dell'Accademia bavarese per la Televisione e i Media digitali.

## Premi
- 1999: Bayerischer Bierorden